# 시애틀 센터

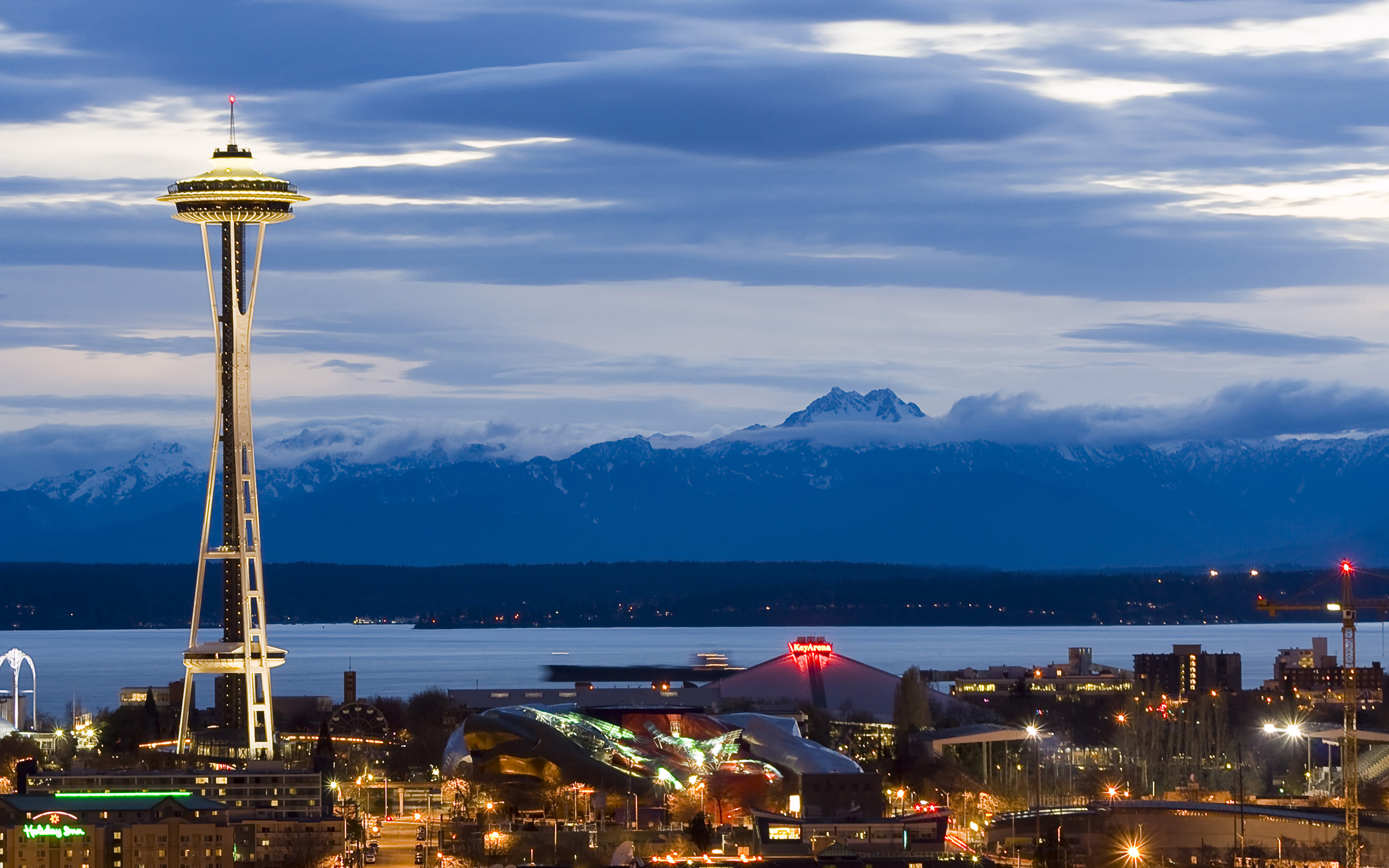
시애틀 센터

시애틀 센터(Seattle Center)은 미국 워싱턴주 시애틀에 위치한 종합문화공간이다. 1962년 세계 박람회 당시 사용된 건물을 개조하여 만든 것이다. 스페이스 니들, 퍼시픽 사이언스 센터, EMP 박물관 등 여러 시설이 위치하고 있다.